# Interdisziplinäres Zentrum für Ethik
Interdisziplinäres Zentrum für Ethik (w skrócie: IZE, pol.  Interdyscyplinarne Centrum Etyki) – interdyscyplinarna placówka badawczo-dydaktyczna działająca od 1995 przy Europejskim Uniwersytecie Viadrina we Frankfurcie nad Odrą.
Zgłębia tematy etyczne, głównie na styku prawa i medycyny (aborcja, eutanazja etc.).
Pracami centrum, którego uczestnikami jest w sumie 14 profesorów Uniwersytetu Viadrina, kieruje niemiecki specjalista prawa karnego prof. Jan C. Joerden.